# 斯洛博齊亞
斯洛博齊亞（羅馬尼亞語：Slobozia）是位於羅馬尼亞東南部的一個城市。屬瓦拉幾亞地區。斯洛博齊亞是雅洛米察縣的首府所在地。2002年人口普查時，該市有人口52,710人。

## 地理
斯洛博齊亞位于罗马尼亚中部，地处雅洛米察河沿岸，西距布加勒斯特90多公里。

## 经济
以农业为主。

## 友好城市
- 中华人民共和国河南省南阳市（2012年）